# O'Higgins (Buenos Aires)
O'Higgins es una localidad del partido de Chacabuco en la provincia de Buenos Aires, Argentina.

## Accesos
Se accede desde un acceso asfaltado de 9 km que se desprende desde la Ruta Nacional 7 a mitad de camino entre las ciudades de Junín y Chacabuco.
Cuenta con la estación O'Higgins del Ferrocarril General San Martín que presta servicio diariamente entre la ciudad de Buenos Aires y Junín, teniendo parada en esta localidad.

## Población
Cuenta con 1,000 habitantes (Indec, 2010), lo que representa un descenso del 9% frente a los 1,100 habitantes (Indec, 2001) del censo anterior.
| Gráfica de evolución demográfica de O'Higgins entre 1991 y 2010 |
|                                                                 |
| Fuente: Censos nacionales del INDEC                             |

## Fiebre hemorrágica argentina
En 1958 la localidad de O'Higgins fue foco del desarrollo de la fiebre hemorrágica argentina, una fiebre hemorrágica viral muy virulenta; en Argentina también se lo conoce también como mal de los rastrojos, mal de Junín, o mal de O'Higgins.

## Toponimia
En honor al insigne Libertador de Chile y del Perú, General en Jefe Bernardo O'Higgins (1778-1842), nacido en Chillán Viejo, Chile.

## Lugares a visitar
El pueblo cuenta con la estación O'Higgins, inaugurada en 1886, y que actualmente sigue en funcionamiento. Es una parada del Ferrocarril General San Martín, que une Retiro con Junín.(sin servicio desde junio de 2016)
Frente a esta estación de trenes, hay una antigua estación de servicios. También nos encontramos con Mariápolis Lía, una ciudadela del Movimiento de los Focolares, construida en 1968. Se encuentra ubicada a 3 km del pueblo, en lo que era un antiguo convento de los Capuchinos. En ella conviven miembros de este movimiento, de distintas nacionalidades y religiones, bajo el ideal de la unidad. 
A su lado se encuentra la estancia San Luis, con jardines diseñados por el famoso paisajista Carlos Thays.

## Religión
La localidad pertenece a la arquidiócesis de Mercedes-Luján de la Iglesia católica. La parroquia principal es San José.